# برینچانگ

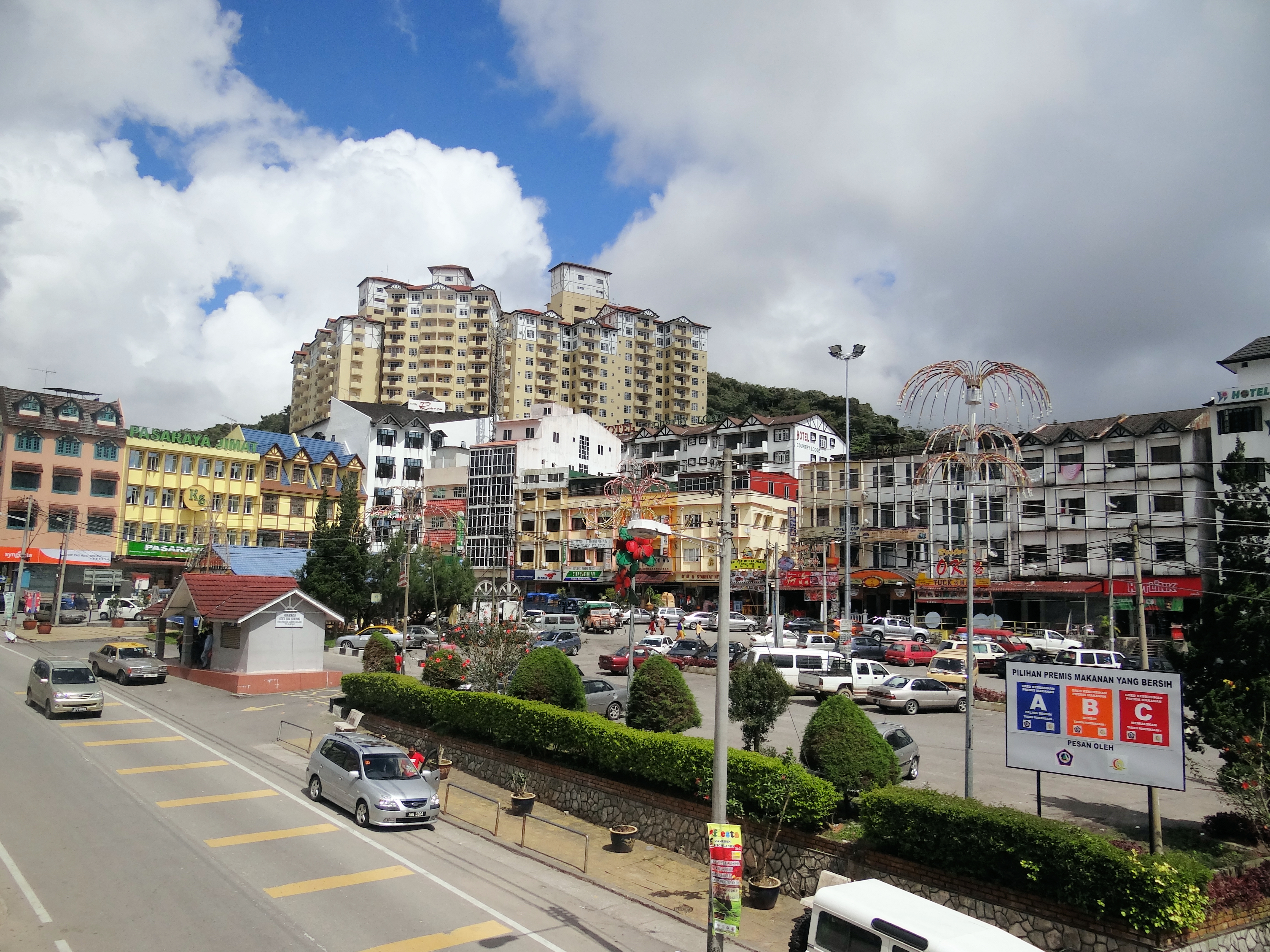
برینچانگ

برینچانگ (انگلیسی: Brinchang) یا برینچانگ شهرکی است در ارتفاع ۱۵۴۲ متری در کمرون هایلندز که در استان پاهانگ کشور مالزی واقع است. این شهرک بلندترین و دومین شهرک بزرگ مالزی است که در ارتفاعات قرار دارد.

## جاذبه‌ها
یکی از جاذبه‌های این محل بازار شب است که در تعطیلات آخر هفته و تعطیلات مدارس مالزی برای عموم باز است، که در آن بسیاری فروشگاه‌های سبزیجات و مواد غذایی و جود دارد.

## حمل و نقل
جاده مواصلاتی گانینگ برینچانگ و شاهراه ایالتی فدرال  در برینچانگ بالاترین جاده وسائل موتوری در مالزی است.

## آب و هوا
سیستم طبقه‌بندی اقلیمی کوپن گیگر آب و هوای آن بر اساس طبقه‌بندی گرمسیری روستایی است
| داده‌های اقلیم برینچانگ                                   | داده‌های اقلیم برینچانگ | داده‌های اقلیم برینچانگ | داده‌های اقلیم برینچانگ | داده‌های اقلیم برینچانگ | داده‌های اقلیم برینچانگ | داده‌های اقلیم برینچانگ | داده‌های اقلیم برینچانگ | داده‌های اقلیم برینچانگ | داده‌های اقلیم برینچانگ | داده‌های اقلیم برینچانگ | داده‌های اقلیم برینچانگ | داده‌های اقلیم برینچانگ | داده‌های اقلیم برینچانگ |
| ماه                                                      | ژانویه                 | فوریه                  | مارس                   | آوریل                  | مه                     | ژوئن                   | ژوئیه                  | اوت                    | سپتامبر                | اکتبر                  | نوامبر                 | دسامبر                 | سال                    |
| -------------------------------------------------------- | ---------------------- | ---------------------- | ---------------------- | ---------------------- | ---------------------- | ---------------------- | ---------------------- | ---------------------- | ---------------------- | ---------------------- | ---------------------- | ---------------------- | ---------------------- |
| میانگین روزانه °C (°F)                                   | —                      | ۱۷٫۲ (۶۳)              | ۱۷٫۶ (۶۴)              | ۱۸٫۲ (۶۵)              | ۱۸٫۳ (۶۵)              | ۱۸ (۶۴)                | ۱۷٫۴ (۶۳)              | ۱۷٫۶ (۶۴)              | ۱۷٫۵ (۶۴)              | ۱۷٫۶ (۶۴)              | ۱۷٫۵ (۶۴)              | ۱۷٫۱ (۶۳)              | —                      |
| میانگین کم‌ترین °C (°F)                                   | ۱۲٫۹ (۵۵)              | ۱۳ (۵۵)                | ۱۳٫۴ (۵۶)              | ۱۴ (۵۷)                | ۱۴٫۳ (۵۸)              | ۱۳٫۹ (۵۷)              | ۱۳٫۲ (۵۶)              | ۱۳٫۶ (۵۶)              | ۱۳٫۶ (۵۶)              | ۱۳٫۹ (۵۷)              | ۱۳٫۹ (۵۷)              | ۱۳٫۶ (۵۶)              | ۱۳٫۶۱ (۵۶٫۳)           |
| بارندگی میلی‌متر (اینچ)                                   | ۱۷۲ (۶٫۷۷)             | ۱۳۳ (۵٫۲۴)             | ۱۹۸ (۷٫۸)              | ۲۶۰ (۱۰٫۲۴)            | ۲۵۰ (۹٫۸۴)             | ۱۳۰ (۵٫۱۲)             | ۱۴۹ (۵٫۸۷)             | ۱۵۹ (۶٫۲۶)             | ۲۱۵ (۸٫۴۶)             | ۳۱۴ (۱۲٫۳۶)            | ۳۱۳ (۱۲٫۳۲)            | ۲۶۲ (۱۰٫۳۱)            | ۲٬۵۵۵ (۱۰۰٫۵۹)         |
| میانگین روزهای بارانی                                    | ۱۴                     | ۱۲                     | ۱۴                     | ۱۸                     | ۱۸                     | ۱۵                     | ۱۷                     | ۱۹                     | ۲۲                     | ۲۴                     | ۲۵                     | ۲۱                     | ۲۱۹                    |
| میانگین روزانه ساعت‌های تابش آفتاب                        | ۱۸۶                    | ۱۹۸                    | ۲۱۷                    | ۲۱۰                    | ۱۸۶                    | ۱۸۰                    | ۱۸۶                    | ۱۵۵                    | ۱۵۰                    | ۱۵۵                    | ۱۵۰                    | ۱۵۵                    | ۲٬۱۲۸                  |
| منبع شماره ۱: Climate-Data.org (altitude: 1567m)         |                        |                        |                        |                        |                        |                        |                        |                        |                        |                        |                        |                        |                        |
| منبع شماره ۲: Weather2Travel for rainy days and sunshine |                        |                        |                        |                        |                        |                        |                        |                        |                        |                        |                        |                        |                        |